# Canal de Miribel
Het canal de Miribel is een kanaal in het Franse departement Ain ten oosten van Lyon bij de gemeente Miribel. Het kanaal is een 18 km lange omleidingsroute van de Rhône en werd in het midden van de 19e eeuw aangelegd.
Direct ten zuiden van het kanaal ligt het Grand parc de Miribel-Jonage.